# Ninia pavimentata
Espèce
Synonymes
- Streptophorus maculatus pavimentatus Bocourt, 1883

Statut de conservation UICN

 LC  : Préoccupation mineure
Ninia pavimentata  est une espèce de serpents de la famille des Dipsadidae.

## Répartition
Cette espèce se rencontre :
- au Guatemala ;
- au Honduras.

## Publication originale
- Bocourt, 1883, in Duméril, Bocourt & Mocquard, 1870-1909 : Études sur les reptiles, p. 1-1012, in Recherches Zoologiques pour servir a l'Histoire de la Faune de l'Amérique Centrale et du Mexique. Mission Scientifique au Mexique et dans l'Amérique, Imprimerie Impériale, Paris.